# Sieberdstern
Der Sieberdstern (Myriostoma coliforme) oder auch Siebstern ist eine Pilzart aus der Familie der Erdsternverwandten (Geastraceae). Er ist die einzige Art seiner Gattung und nah mit den Erdsternen verwandt.

## Merkmale

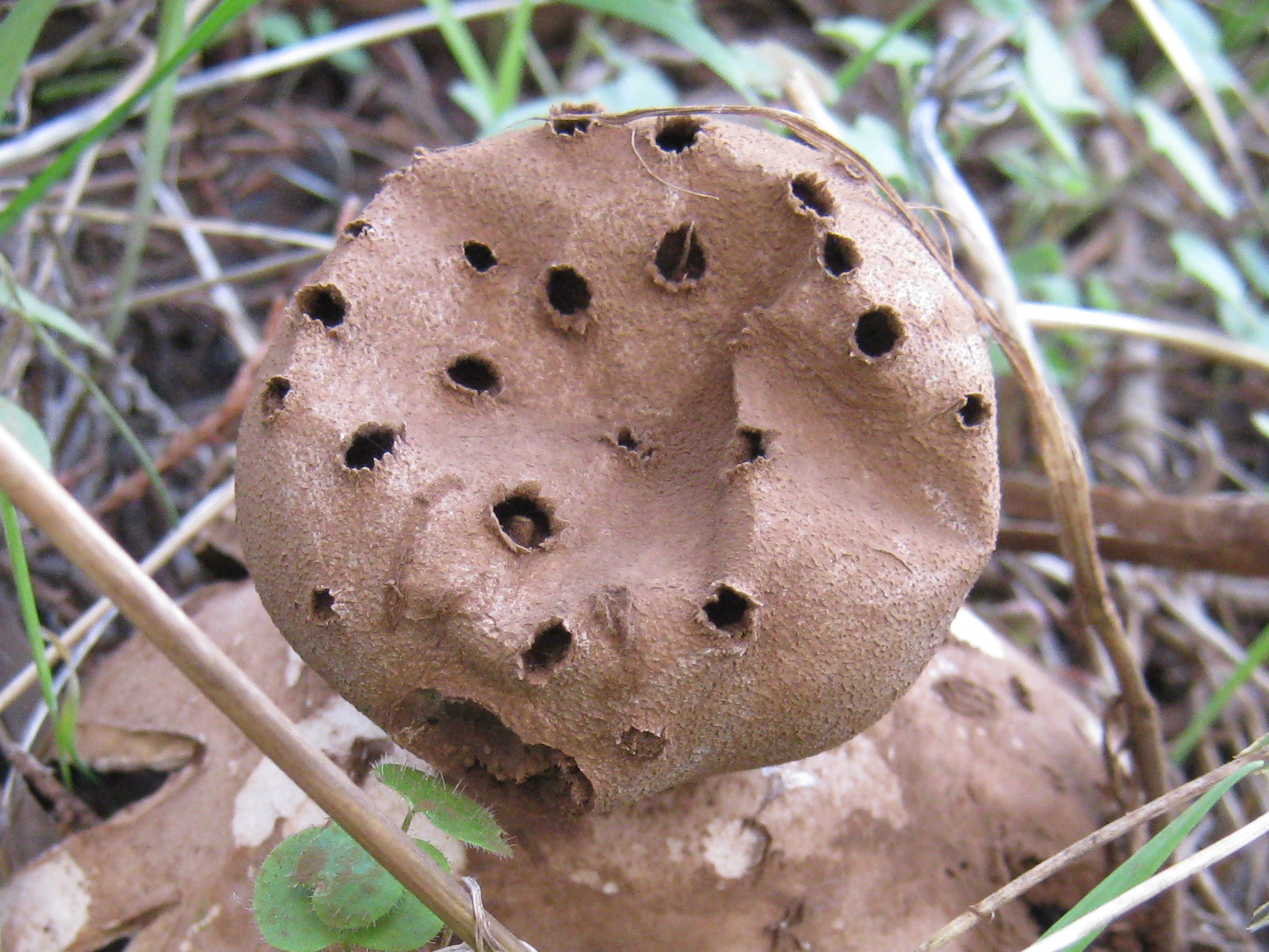
Das Sporenpulver gelangt durch die zahlreichen Öffnungen des inneren, kugeligen Behälters nach draußen.

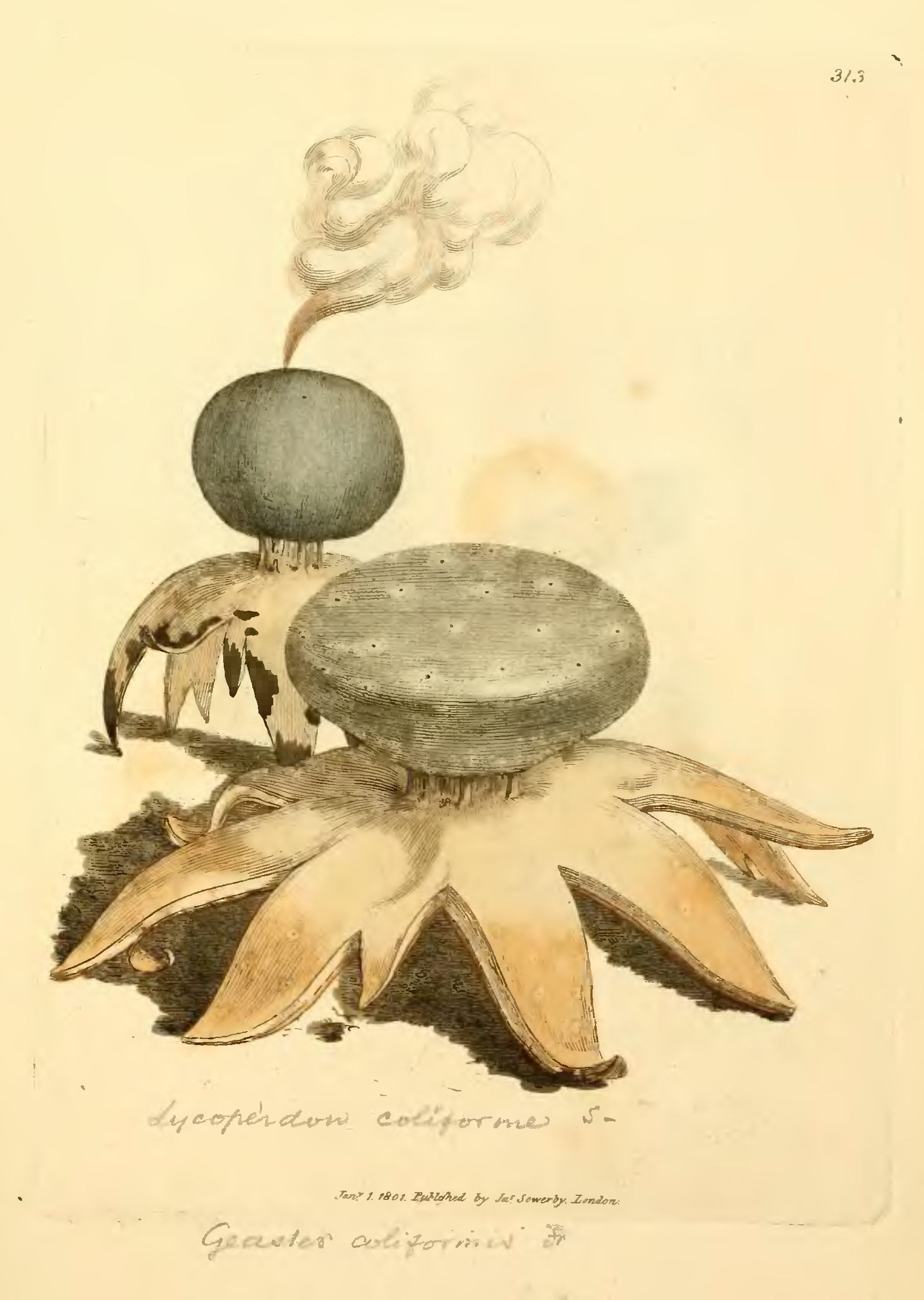
Farbtafel aus James Sowerbys "Coloured Figures of English Fungi or Mushrooms" (1797)

### Makroskopische Merkmale
Der Sieberdstern besitzt eine Außen- und eine Innenhülle (Exo- bzw. Endoperidie). Die äußere, derb lederige Hülle reißt sternartig in 5–11 spitze Lappen auf, legt den inneren Teil frei und hebt ihn aus dem Boden. Ausgebreitet erreicht die Außenhülle einen Durchmesser von 6–11 cm. Die Innenhülle hat eine kugelige bis niedergedrückte Form und misst in der Breite 2,3–4,5 cm. Sie ist mit mehreren, etwa 1 mm großen Löchern durchsetzt. Das im Inneren befindliche Sporenpulver ist braun.

### Mikroskopische Merkmale
Die Sporen messen (3,5)4–5 Mikrometer und deren Oberfläche ist mit bis zu mehr als 1 mm hohen, zylindrischen Warzen bedeckt. Die hellbraunen Hyphen des Capillitiums sind 3–4 µm breit und dickwandig.

## Artabgrenzung
Die Erdsterne (Geastrum) besitzen sehr ähnlich aufgebaute Fruchtkörper, haben aber in der Innenhülle nur eine einzige Öffnung am Scheitel, aus der die Sporen ins Freie gelangen können.

## Ökologie
Der Pilz ist unter anderem in anthropogenen Habitaten bei Laubgehölzen wie Robinien, Flieder oder Schlehen und Weißdorn zu finden. Dort wächst er auf Sand- und Lössböden mit unterschiedlichem Kalkgehalt.

## Verbreitung
Der Sieberdstern ist in Europa und in Vorder- und Mittelasien bis zum Himalaya verbreitet. In Afrika ist er im Norden, Osten und Süden anzutreffen. Außerdem wächst er in Nord- und Südamerika sowie auch auf Hawaii.
In Europa findet der Pilz von der Iberischen Halbinsel, Mittelitalien, Bulgarien und der Ukraine bis Südengland, Belgien, den Niederlanden und Mittelschweden Verbreitung. In Deutschland ist er selten im mittleren Odergebiet, der Mittelmark und in der Magdeburger Börde anzutreffen. In jüngerer Zeit wurde er auch in der Oberrheinischen Tiefebene bei Käfertal und St. Ilgen entdeckt. Im 19. Jahrhundert wurde er auch in Darmstadt gefunden.